# Bam Margera
Brandon Cole »Bam« Margera, ameriški poklicni rolkar, * 28. september 1979, West Chester, Pensilvanija, Filadelfija, ZDA.
Margera je rolkarska zvezda televizijske serije Viva la Bam in član Jackass ekipe. Obe seriji predvaja MTV. Margera je tvorec rolkarskih filmov CKY, poimenovane po bratovi (Jess Margera) heavy metal glasbeni skupini (glej CKY glasbena skupina). V Bamovi ekipi so: Ryan Dunn, Brandon DiCamillo, Rake Yohn, Raab Himself, njegova starša Phil in April, in njegov stric Vincent Margera (Don Vito).
Znano je tudi Bamovo dobro prijateljstvo s pevcem glabene skupine HIM Villom Valom, ki jim je režiral nekaj videospotov. Osebno je skozi svoj izgled zelo populariziral znak skupine HIM, heartagram, ki ga ima tudi vtetoviranega.
Bam je tudi zvezda filma Haggard, ki ga je tudi zrežiral. Film je posnet po resničnih dogodkih iz Ryan Dunnove pretekleklosti, ko sta z Bamom vohljala za Dunnovo bivšo punco.
Preden je dosegel večjo slavo je rolkal predvem po lokalnih krajih in občasno v bližnjem legendarnem rolkarskem kraju LOVE park v Philadelfiji. Njegov položaj na rolki je goofy.
Gostil je tudi svojo številko 411 video revije (številka 61).
| - Element (??? - ???) - Destructo (??? - ???) - Adio (??? - ???) - Electric (??? - ???) - Clive (??? - ???) - Odessa (??? - ???) | - This Is My Element (Element, 2007) - Elementality Vol. 1 (Element, 2005) - Tony Hawk's Skatepark Tour (900 films, 2003) - CKY 4 (2002) - 411vm 61 (411vm, ???) - 411vm 56 (411vm, 2003) - 411vm 51 (411vm, 2002) - CKY 3 (2001) - 411vm 44 (411vm, 2001) - One Step Beyond (Adio, 2001) - Stand Strong (411vm, 2001) - CKY2K (2000) - CKY (1999) - Feedback (TWS, 1999) - 411vm 35 (411vm, 1999) - Jump Off a Building (Toy machine, 1998) - Video 3 (Fairman's, 1995) - Back in Black (1994) (Evol, 1994) - 411vm Best of 1 (411vm, 1994) - 411vm 7 (411vm, 1994) |